# 席振鐸
席振鐸（1911年—1998年11月30日），字新民，蒙名拉席敦多克，察哈尔盟鑲黃旗牛羊牧群伊德牧阿布拉格其季子，明安旗（牛羊牧群）總管尼瑪鄂特索爾之弟，德穆楚克棟魯普（末代蘇尼特蒙古親王，即德王）姨弟，台灣著名詩人席慕蓉之父。西德蒙古族文化和歷史學者、中華民國政治人物。

## 生平
- 先後畢業於蒙旗校、北京匯文中學和北京輔仁大學教育系。1937年2月任中華民國審計部委員。
- 1938年6月當選為國民參政會委員，連任4屆。曾擔任察哈爾省邊地教育委員會委員、晉綏察善後救濟審議委員會委員、察哈爾蒙旗教育復興委員會主任委員和憲政實施促進委員會委員。
- 1937年盧溝橋事變之後，他隨國民政府撤至陪都重慶，他的三女兒席慕蓉正是在這裡出生的。
- 1948年（民國37年）4月在察哈爾選區當選第一屆立法委員。
- 1949年春，席振鐸舉家遷往香港。
- 1951年（民國40年），因其滯留香港，以未在規定期限內來台向立法院報到，被注銷立法委員資格[1]。
- 1954年移居台灣。
- 1956年，應邀到聯邦德國慕尼黑大學東亞研究所教授蒙古文。
- 1962年起在波昂大學中亞歷史語言文化研究所從事學術研究和教學工作。
- 1984年3月從波昂大學退休。
- 1998年11月30日，席振鐸先生以八十八歲的高齡辭世于萊茵河畔的一家醫院，終其一生最大的遺憾，就是再也沒有回到過令自己魂牽夢縈的草原。席慕蓉在一篇《安答》一文中寫道：「那個曾經何等期盼過的熱血青年，所有的豪情壯志被現實一一擊敗。歷史的書寫從來不會由弱勢的族群來執筆，真相也因而逐一泯滅。”

## 成就
在20世紀30至40年代，席振鐸熱切關心中國蒙古族的未來和出路，跟札奇斯欽等蒙古青年知識分子一起，閲讀書籍、談論家國大事，利用自己體制內的身份積極為內蒙古發聲，牽頭組建了旨在實施内蒙古高度自治的“安答會”，也稱“蒙古青年聯盟”，集結了一批年輕的蒙古知識分子，在國民政府和外國友邦（如美國）之間尋求對内蒙古自治的支持，在多個歷史環節發揮了突出的作用。
1950年代後，尤其是在德國工作期間，席振鐸成為蒙古学家、大學教授，發表了不少論著。 他精通蒙古、漢、英、德、日5種語言文字，喜愛唱戲，以「察哈爾拉席敦多克」著稱於德國學術界。

## 家庭
- 父親：依达木阿布拉克齐，曾任察哈尔镶黄旗护军校。

- 配偶：乐竹芳（蒙名巴音比力格），昭乌达盟克什克腾旗人，蒙古察哈尔八旗群选出之第一届国民大会代表。

- 兄妹：
  - 二哥：尼玛鄂特索尔（汉名"尼冠洲"），1894-1936，中華民國時期察哈爾蒙古地方政治家，察哈爾部明安牧場總管、蒙古地方自治政務委員會委員。
  - 三哥：札木苏荣
- 子女：
  - 长女：席慕德（Phyllis Gomda Hsi），声乐家、音乐教育家。曾任國立臺灣師範大學音樂系教授，中華民國聲樂家協會理事長。
  - 二女：席慕萱，作家，筆名：尚薇莞。
  - 三女：席慕蓉，画家、诗人、散文作家。
  - 四女：席慕华
  - 五弟：席慕强